# Internationella volontärdagen
Internationella volontärdagen infaller årligen 5 december, och uppmärksammar frivilligas arbete för ekonomisk och social utveckling. Dagen är en av FN's internationella temadagar sedan 1985.